# Ivkovački Prnjavor
Ivkovački Prnjavor (cyr. Ивковачки Прњавор) – wieś w Serbii, w okręgu pomorawskim, w mieście Jagodina. W 2011 roku liczyła 88 mieszkańców.